# Biografielijst Rz

## Rza
- Tomasz Rząsa (1973), Pools voetballer

## Rze
- Frederic Rzewski (1938), Amerikaans componist, muziekpedagoog en pianist
- John Rzeznik (1965), Amerikaans zanger en gitarist